# Vittia
Vittia es un género de musgos hepáticas perteneciente a la familia Amblystegiaceae. Comprende 4 especies descritas y de estas solo 2 aceptadas:

## Taxonomía
El género fue descrito por Ryszard Ochyra y publicado en Journal of the Hattori Botanical Laboratory 62: 391. 1987. La especie tipo es: Vittia pachyloma (Mont.) Ochyra	

## Especies aceptadas
A continuación se brinda un listado de las especies del género Vittia aceptadas hasta junio de 2013, ordenadas alfabéticamente. Para cada una se indica el nombre binomial seguido del autor, abreviado según las convenciones y usos.
- Vittia bartlettii (H.A. Crum & Steere) Hedenas & J. Muñoz
- Vittia pachyloma (Mont.) Ochyra